# Mário Zagallo
Mário Jorge Lobo Zagallo (n. 9 august 1931, Atalaia, Alagoas, Brazilia – d. 5 ianuarie 2024, Rio de Janeiro, Rio de Janeiro, Brazilia) a fost un antrenor și jucător de fotbal brazilian cu origini libaneze și italiene.

## Biografie
Zagallo și-a început cariera de fotbalist la América în 1948. A fost primul fotbalist care a câștigat Cupa Mondială ca jucător (1958, 1962), ca antrenor (1970) și ca antrenor secund (Cupa Mondială 1994), toate cu reprezentativa Braziliei. A antrenat Brazilia și la Campionatul Mondial de Fotbal din 1974 când a terminat pe locul patru și la Campionatul Mondial de Fotbal din 1998 când a terminat pe locul doi.

## Citate
- „Sunt de acord cu critica, dar ceea ce doare este bătaia de joc. În Germania, am fost ales cel mai bun antrenor din lume. În Brazilia sunt ridiculizat.”
- „Am trăit fotbal 50 de ani și acesta este cel mai fericit moment. După 40 de ani, steagul nostru va flutura din nou în Europa.”
- „A fost unul dintre cei mai buni fotbaliști brazilieni din generația sa și după ce a câștigat Campionatul Mondial de patru ori, a lăsat o urmă permanentă pe fotbalul brazilian. Este o onoare pentru mine că am lucrat cu el.” — Ronaldo